# COX17
COX17 (англ. COX17, cytochrome c oxidase copper chaperone) – білок, який кодується однойменним геном, розташованим у людей на короткому плечі 3-ї хромосоми.  Довжина поліпептидного ланцюга білка становить 63 амінокислот, а молекулярна маса — 6 915.
| 10         |  | 20         |  | 30         |  | 40         |  | 50         |
| ---------- |  | ---------- |  | ---------- |  | ---------- |  | ---------- |
| MPGLVDSNPA |  | PPESQEKKPL |  | KPCCACPETK |  | KARDACIIEK |  | GEEHCGHLIE |
| AHKECMRALG |  | FKI        |  |            |  |            |  |            |

A: Аланін

C: Цистеїн

D: Аспарагінова кислота

E: Глутамінова кислота

F: Фенілаланін

G: Гліцин

H: Гістидин

I: Ізолейцин

K: Лізин

L: Лейцин

M: Метіонін

N: Аспарагін

P: Пролін

Q: Глутамін

R: Аргінін

S: Серин

T: Треонін

Кодований геном білок за функціями належить до шаперонів, фосфопротеїнів. 
Білок має сайт для зв'язування з іоном міді, іонами металів. 
Локалізований у мітохондрії.